# 戦国ロック はぐれ牙
『戦国ロック はぐれ牙』（せんごくろっく はぐれきば）は、フジテレビ系列で1973年8月4日から9月29日まで放映されたテレビ時代劇。制作はC.A.L。全9回。放送時間は毎週土曜日22:30～23:25(JST)。

## 概要
治乱興亡の戦国時代を舞台に、危険な雇われ仕事を請け負う「はぐれ牙」こと冴の孤立無援の活躍を描いたアクション時代劇。同じく梶芽衣子主演のヒットシリーズ『野良猫ロック』の時代劇版として製作されたが、視聴率低迷により9回で打ち切られた。
2024年現在、DVD・Blu-rayなどのビデオソフト化及びオンデマンド配信は一切行われていない。

## 登場人物
冴（さえ）
出身・出自は一切不明、その正確無比な仕事ぶりから「はぐれ牙の冴」として諸国に名を轟かせる女牙。剣術、鞭術、忍術、変装術とあらゆる武芸・戦術に長け、鋭い眼光と冷徹な立ち振る舞いで相手を恐れさせるが、虐げられる弱者に対しては深い慈愛を注ぐ。その奇異な身なりは、後世のパンタロンスタイルを髣髴させる。
虎の兵衛（とらのひょうえ）
天下支配を夢見て諸国を暗躍する私兵衆の頭領。配下たちからは「殿」と呼ばれる。目的のためには手段を選ばない狡猾な性格である一方で仁義を重んじ、立場の弱い相手に対しては非情になりきれない一面もある。冴とは時に敵対するが、幾度かの共闘を経て友情を深めていく。
竜の左門（りゅうのさもん）
その日暮らしの雇われ仕事で食い繋いでいる野武士。冴とは古くからの腐れ縁。酒好きで刹那的な軟派男だが、超一流の剣術と戦略で冴の危難を幾度となく救う。

## スタッフ
- プロデューサー：浅野英雄、湯沢保雄
- 企画：吉村敏
- 殺陣：林邦史朗
- 音楽：大野雄二
- 選曲：鈴木清司
- 題字：矢萩春恵
- 折り紙：河合豊彰
- 連載：週刊漫画サンデー
- 衣裳協力：ゴローズ
- 録音スタジオ：アオイスタジオ
- 現像：PCL
- 制作：C.A.L、フジテレビ
- 主題歌「はぐれ節」（作詞：大谷実、作・編曲：大野雄二、歌：梶芽衣子）

※主題歌伴奏の劇中用テイクは、後に『ルパン三世 (TV第2シリーズ)』のサブタイトル用ブリッジなどに流用された。

## キャスト
- 冴：梶芽衣子
- 虎の兵衛：峰岸隆之介
- 竜の左門：夏木陽介
- 兵衛配下
  - 猪之助：山谷初男
  - 火焔坊：大前均
  - その他：玉村駿太郎、沢美鶴
- ナレーター：丹阿弥谷津子

## 放映リスト
| 話数 | 初放送日      | サブタイトル           | 脚本              | 監督       | ゲスト                                                                        |
| ---- | ------------- | ---------------------- | ----------------- | ---------- | ----------------------------------------------------------------------------- |
| 1    | 1973年 8月4日 | 隠し銀山に欲望を斬れ   | 藤井鷹史 横田与志 | 野村孝     | 藤岡重慶、上田耕一、西山恵子 岸田森、河津清三郎、木村元                       |
| 2    | 8月11日       | 分銅金に死を賭けろ     | 池上金男          | 井上昭     | 睦五朗、織本順吉、菅貫太郎、草薙幸二郎 岩崎和子、白石奈緒美、下川辰平、浜田晃 |
| 3    | 8月18日       | 怨みの館に火を掛けろ   | 永原秀一          | 菊池奛     | 加藤武、川口恒、岡崎二朗                                                      |
| 4    | 8月25日       | はぐれ牙の影を砕け     | 藤井鷹史 横田与志 | 高橋勝     | 泉晶子、今井健二、森塚敏 松平健、福島資剛                                     |
| 5    | 9月1日        | 逃亡地帯に愛を灼け     | 永原秀一 武田宏一 | 山田達雄   | 太田博之、神田隆、戸上城太郎                                                  |
| 6    | 9月8日        | 火縄銃で夜を焦がせ     | 藤井鷹史 横田与志 | 野村孝     | 内田勝正                                                                      |
| 7    | 9月15日       | 血塗られた鞍は返せ     | 池上金男          | 森一生     | 小林千登勢、長谷川明男                                                        |
| 8    | 9月22日       | 昼下がりに影武者を消せ | 池田一朗          | 中西源四郎 | 森次晃嗣、山本麟一                                                            |
| 9    | 9月29日       | 般若面の憎しみを断て   | 中西隆三          | 中西源四郎 | 佐々木剛、庄司永建、玉村駿太郎                                                |

## 再放送
- CS放送
  - 2006年11月（時代劇専門チャンネル）
  - 2009年9月 - 11月（ホームドラマチャンネル）
  - 2014年4月 - 6月（時代劇専門チャンネル）
  - 2016年6月 - 7月（時代劇専門チャンネル）